# Imidazoquinoléine

Imidazoquinoléine et possibles locations pouvant être substituées.

Une imidazoquinoléine est un composé hétérocyclique tricyclique constitué d'un cycle de pyridine fusionné d'une part avec un cycle benzénique (quinoléine) et d'autre part avec un cycle d'imidazole.
Ces dérivés sont souvent utilisés comme crèmes antivirales et antiallergiques.